# Крис Джерико
Кристофър Кийт Ървайн е канадски професионален кечист, състезаващ се в AEW.
Той е първият „неоспорим шампион“ в WWE. Джерико е печелил рекордните 9 пъти „Интерконтиненталната титла“, а освен това е шесткратен носител на „световната титла“ в тежка категория. Ставал е световен шампион на WCW и шампион на WWF.

## Професионална кеч кариера
Джерико завършва колежа Red River College през 1988. Година по-късно, Джерико започва да се занимава с кеч бизнес с помощта на Боб Холидей (Bob Holliday). На деветнадесет години той вече е добавен в кеч школата на братята Харт и на същия ден се запознава с Ланс Сторм.
ECW(1996) През 1996 г. Крис Джерико влиза във Федерацията по екстремен кеч. В първите си стъпки той е подкрепян от Пол Хейман. През юни 1996 г. Джерико печели Световната телевизионна титла.
World Championship Wrestling (WCW) – В периода 1996 – 1999 г. Джерико е в Световния шампионат по кеч. За първи път се появява на 26 август 1996 г., а година по-късно печели титлата в средна категория (Cruiserweight Championship). По това време той е хийл, тоест казано на непрофесионален език – „злодей“. Образът му е на „лошия“ и Крис Джерико се представя на отлично ниво. Първата вражда на Джерико е с Дийн Маленко, като канадецът побеждава на два пъти.
World Wrestling Federation / Entertainment (1999 – 2005) Световна федерация по кеч – Първият трофей, който Джерико печели е Европейската титла, спечелена на КечМания 16, която той държи само ден, след като на последвалото издание на „Първична сила“ Еди Гереро го побеждава след външна намеса. Преди това на „Армагедон“ Джерико печели първата си „Интерконтинентална титла“, която впоследствие губи след мач с Кърт Енгъл на „Без изход“. Вече подобрил уменията си на микрофона и заиграването с публиката Y2J се превръща във face (фейс-харесван от публиката).
Скоро обаче той постига нов успех след като се сдобива с „Титлата на Федерацията“, надвивайки Трите Хикса (Играта). Въпреки това по време на мача става недоразумение. Хънтър (Трите Хикса) заявява, че съдията е отброил прекалено бързо до три и в крайна сметка спечелената титла от Джерико не му е призната, а Хънтър запазва златото. Последвалата вражда с Трите Хикса и съпругата му прави Джерико още по-известен и обичан от феновете на кеча.
Междувременно Y2J печели „Интерконтинеталната титла“ още два пъти, за да се стигне до мач със стълби, който той печели срещу Крис Беноа, взимайки световния трофей за четвърти път. Доказал се на ринга, той получава възможност да се бие в главни мачове и се превръща в едва от основните фигури във Федерацията.
Джерико печели първата си титла на отборен шампион на Федерацията след като в екип с Крис Беноа побеждава Стив Остин и Трите Хикса.
Следва вражда със Скалата за титлата на Федерацията, която Джерико печели на турнира „Без милост“. На 5 ноември 2001 г. той губи титлата от Скалата, след като преди това е станал отборен шампион с него. На 9 декември същата година Крис Джерико участва в един от най-добрите мачове през последното десетилетие, като става първият в историята „Неспорим шампион“, побеждавайки Стив Остин и Скалата за една нощ. Следва дълъг период, през който Джерико е на „трона“, запазвайки златото на два поредни турнира, съответно в мачове срещу Скалата и Стив Остин. Y2J губи титлата от Трите Хикса на Главния мач на „КечМания 18“ и отива в „синьото шоу“ – Разбиване. Там продължава враждата си с Хънтър, която му коства спечелената „Неспорима титла“. Враждата между двамата завършва с победа на Трите Хикса след мач в стоманена клетка. Малко след това Джерико се връща в „Първична сила“, печелейки отборните титли на Федерацията заедно с друг канадец – Крисчън.

## В кеча
Финишър
The Juddas effect
- Дешифратор (Codebreaker)
- Стените на Джерико (Walls of Jericho)

Сигнатири
- Lionsault
- Гърботрошач (Backbreaker)
- Падащ лист (Dropkick)
- Вратотрошач (Neckbreaker)
- Булдог (Bulldog)
- Европейски ъперкът (European uppercut)
- Падащ лакът (Elbow drop)
- Крак-брадва (Leg drop)
- Ритник-кука (Underhook kick)
- Саблен удар (Clothesline)
- Тигров суплекс (Tiger suplex)

Интро песни
- „Break the Walls Down“ на Адам Моренов

### Титли и постижения
- Canadian Rocky Mountain Wrestling
  - Шампион в тежка категория на CRMW (1 път)
  - Отборен северноамерикански шампион на CRMW (2 пъти) – с Ланс Сторм
- Consejo Mundial de Lucha Libre
  - Световен шампион в среднотежка категория на NWA (1 път)
- Extreme Championship Wrestling
  - Световен телевизионен шампион на ECW (1 път)
- International Wrestling Alliance
  - Младши шампион в тежка категория на IWA (1 път)
- Pro Wrestling Illustrated
  - Вражда на десетилетието (2000) срещу Шон Майкълс
  - Вражда на годината (2008) срещу Шон Майкълс
  - Най-мразеният кечист на годината (2002, 2008)
  - PWI 500 го класира на 2-ро място от топ 500 самостоятелни кечисти през 2009